# Léon Marchand
Léon Marchand (Toulouse, 17. svibnja 2002.) francuski je plivač, višestruki je olimpijski i svjetski prvak. 
Oba njegova roditelja bili su plivači. Otac Xavier Marchand osvojio je srebro na Svjetskom prvenstvu 1998. te srebro i broncu na Europskim prvenstvima, a majka Céline Bonnet ima zlato, srebro i broncu na Mediteranskim igrama 1991. godine.
Svjetski je i olimpijski rekorder na: 400 metara mješovito, olimpijski rekorder na: 200 metara leptir, 200 metara prsno i 200 metara mješovitote francuski rekorder na: 200 metara mješovito, 200 metara leptir i 200 metara prsno. Na Ljetnim olimpijskim igrama u Parizu 2024. postao je olimpijski prvak u disciplinama: 200 m mješovito, 200 m prsno, 200 m leptir i 400 m mješovito. Postao je četvrti plivač u povijesti Olimpijskih igara koji je osvojio četiri pojedinačne zlatne medalje na jednim igrama.
Kao član plivačkog tima Državnog sveučilišta Arizona, na prvenstvu NCAA Division I za muškarce u plivanju i ronjenju 2022., osvojio je NCAA naslove u disciplinama 200 jardi prsno i 200 jardi pojedinačno. Na Svjetskom prvenstvu u vodenim sportovima 2022. osvojio je zlatnu medalju u disciplinama 400 metara pojedinačno i 200 metara mješovito te srebrnu medalju u disciplini 200 metara leptir. Na prvenstvu NCAA Divizije I za muškarce u plivanju i ronjenju 2023. osvojio je NCAA naslove u disciplinama 200 jardi prsno, 200 jardi pojedinačno mješovito i 400 jardi pojedinačno.